# Prunières (Lozère)
Prunières è un comune francese di 257 abitanti situato nel dipartimento della Lozère nella regione dell'Occitania.

## Società

### Evoluzione demografica
Abitanti censiti